# Anton Stach
Anton Stach (Buchholz in der Nordheide, 15 novembre 1998) è un calciatore tedesco, centrocampista del Leeds Utd.

## Caratteristiche tecniche
È un centrocampista difensivo abile in fase d'intercettazione e nel gioco aereo.

## Carriera

### Club
Cresciuto nel settore giovanile dell'Osnabrück, inizia la propria carriera in Regionalliga con il Jeddeloh  nel 2017; dopo un biennio trascorso nella seconda squadra del Wolfsburg nel 2020 passa al Greuther Fürth dove debutta fra i professionisti giocando il match di DFB-Pokal vinto 6-1 contro il Meinerzhagen.
Il 31 luglio 2021 viene acquistato dal Magonza.

### Nazionale
Nel 2021 viene convocato dalla nazionale Under-21 per il campionato europeo di categoria; il 27 marzo scende in campo nel match della fase a gironi contro i Paesi Bassi.
Il 26 marzo 2022 fa il suo esordio in nazionale maggiore nell'amichevole vinta 2-0 contro Israele.

## Statistiche
Statistiche aggiornate al 30 giugno 2025.

### Presenze e reti nei club
| Stagione          | Squadra           | Campionato        | Campionato | Campionato | Coppe nazionali | Coppe nazionali | Coppe nazionali | Coppe continentali | Coppe continentali | Coppe continentali | Altre coppe | Altre coppe | Altre coppe | Totale | Totale | Totale |
| Stagione          | Squadra           | Comp              | Pres       | Reti       | Comp            | Pres            | Reti            | Comp               | Pres               | Reti               | Comp        | Pres        | Reti        | Pres   | Reti   |        |
| ----------------- | ----------------- | ----------------- | ---------- | ---------- | --------------- | --------------- | --------------- | ------------------ | ------------------ | ------------------ | ----------- | ----------- | ----------- | ------ | ------ | ------ |
| 2017-2018         | Jeddeloh          | RL                | 23         | 4          | CG              | 0               | 0               |                    | -                  | -                  |             | -           | -           | 23     | 4      |        |
| 2018-2019         | Wolfsburg II      | RL                | 19         | 4          |                 | -               | -               |                    | -                  | -                  |             | -           | -           | 19     | 4      |        |
| 2019-2020         | Wolfsburg II      | RL                | 20         | 2          |                 | -               | -               |                    | -                  | -                  |             | -           | -           | 20     | 2      |        |
| 2020-2021         | Greuther Fürth    | 2L                | 30         | 1          | CG              | 3               | 0               |                    | -                  | -                  |             | -           | -           | 26     | 1      |        |
| 2021-2022         | Magonza           | BL                | 29         | 1          | CG              | 3               | 0               |                    | -                  | -                  |             | -           | -           | 32     | 1      |        |
| 2022-2023         | Magonza           | BL                | 30         | 1          | CG              | 3               | 0               |                    | -                  | -                  |             | -           | -           | 33     | 1      |        |
| ago. 2023         | Magonza           | BL                | 2          | 0          | CG              | 1               | 0               |                    | -                  | -                  |             | -           | -           | 3      | 0      |        |
| Totale Mainz      | Totale Mainz      | Totale Mainz      | 61         | 2          |                 | 7               | 0               |                    | -                  | -                  |             | -           | -           | 68     | 2      |        |
| 2023-2024         | Hoffenheim        | BL                | 31         | 2          | CG              | 1               | 0               |                    | -                  | -                  |             | -           | -           | 32     | 2      |        |
| 2024-2025         | Hoffenheim        | BL                | 30         | 1          | CG              | 3               | 0               | UEL                | 6                  | 1                  |             | -           | -           | 39     | 2      |        |
| Totale Hoffenheim | Totale Hoffenheim | Totale Hoffenheim | 61         | 3          |                 | 4               | 0               |                    | 6                  | 1                  |             | -           | -           | 71     | 4      |        |
| Totale carriera   | Totale carriera   | Totale carriera   | 214        | 16         |                 | 14              | 0               |                    | 6                  | 1                  |             | -           | -           | 234    | 17     |        |

### Cronologia presenze e reti in nazionale
| Cronologia completa delle presenze e delle reti in nazionale ― Germania | Cronologia completa delle presenze e delle reti in nazionale ― Germania | Cronologia completa delle presenze e delle reti in nazionale ― Germania | Cronologia completa delle presenze e delle reti in nazionale ― Germania | Cronologia completa delle presenze e delle reti in nazionale ― Germania | Cronologia completa delle presenze e delle reti in nazionale ― Germania | Cronologia completa delle presenze e delle reti in nazionale ― Germania | Cronologia completa delle presenze e delle reti in nazionale ― Germania |
| Data                                                                    | Città                                                                   | In casa                                                                 | Risultato                                                               | Ospiti                                                                  | Competizione                                                            | Reti                                                                    | Note                                                                    |
| ----------------------------------------------------------------------- | ----------------------------------------------------------------------- | ----------------------------------------------------------------------- | ----------------------------------------------------------------------- | ----------------------------------------------------------------------- | ----------------------------------------------------------------------- | ----------------------------------------------------------------------- | ----------------------------------------------------------------------- |
| 26-3-2022                                                               | Sinsheim                                                                | Germania                                                                | 2 – 0                                                                   | Israele                                                                 | Amichevole                                                              | -                                                                       | 63’                                                                     |
| 14-6-2022                                                               | Mönchengladbach                                                         | Germania                                                                | 5 – 2                                                                   | Italia                                                                  | UEFA Nations League 2022-2023 - 1º turno                                | -                                                                       | 88’                                                                     |
| Totale                                                                  |                                                                         | Presenze                                                                | 2                                                                       |                                                                         | Reti                                                                    | 0                                                                       |                                                                         |

| Cronologia completa delle presenze e delle reti in nazionale ― Germania under 21 | Cronologia completa delle presenze e delle reti in nazionale ― Germania under 21 | Cronologia completa delle presenze e delle reti in nazionale ― Germania under 21 | Cronologia completa delle presenze e delle reti in nazionale ― Germania under 21 | Cronologia completa delle presenze e delle reti in nazionale ― Germania under 21 | Cronologia completa delle presenze e delle reti in nazionale ― Germania under 21 | Cronologia completa delle presenze e delle reti in nazionale ― Germania under 21 | Cronologia completa delle presenze e delle reti in nazionale ― Germania under 21 |
| Data                                                                             | Città                                                                            | In casa                                                                          | Risultato                                                                        | Ospiti                                                                           | Competizione                                                                     | Reti                                                                             | Note                                                                             |
| -------------------------------------------------------------------------------- | -------------------------------------------------------------------------------- | -------------------------------------------------------------------------------- | -------------------------------------------------------------------------------- | -------------------------------------------------------------------------------- | -------------------------------------------------------------------------------- | -------------------------------------------------------------------------------- | -------------------------------------------------------------------------------- |
| 27-3-2021                                                                        | Székesfehérvár                                                                   | Germania under 21                                                                | 1 – 1                                                                            | Paesi Bassi under 21                                                             | Europeo Under-21 2021 - 1º turno                                                 | -                                                                                | 82’                                                                              |
| Totale                                                                           |                                                                                  | Presenze                                                                         | 1                                                                                |                                                                                  | Reti                                                                             | 0                                                                                |                                                                                  |

## Palmarès

### Nazionale
- Campionato d'Europa Under-21: 1

Ungheria/Slovenia 2021